# Antanas Kairys
Antanas Kairys (*  2. Januar 1934 in Laičiai bei Alanta,  Rajongemeinde Molėtai; † 13. Oktober 2017 in Baisogala) war ein litauischer Zootechniker und Politiker.

## Leben
Nach dem Abitur in Molėtai absolvierte er 1957 das Diplomstudium an der Timirjasew-Akademie in Moskau,1963 promovierte zum Thema Proteinų normavimas mėsinėms kiaulėms und 1987 habilitierte zum Thema Racionalus proteinų panaudojimas augančių penimų kiaulių racionuose in Agrarwissenschaft in Russland. Ab 1988 Professor und ab 1990 Mitglied der Lietuvos mokslų akademija.
Ab 1963 war er wissenschaftlicher Mitarbeiter am Forschungsinstitut, von 1984 bis 1992 Direktor, von 1992 bis 1996 Mitglied im Seimas. Von 1997 bis 2003 war er Mitglied im Rat der Rajongemeinde Radviliškis.
Ab 1990 war er Mitglied der LDDP.

## Bibliografije
- Kiaulių šėrimas, 1970 m.;
- Pašarų silosavimas ir konservavimas, su kitais, 1973 m.;
- Racionai kiaulėms, 1976 m.;
- Kombinuotųjų pašarų gamyba ūkiuose, su kitais, 1980 m.